# Bria Vinaite
Bria Vinaite, nata Barbora Bulvinaitė (Alytus, 10 giugno 1993), è un'attrice lituana.
Ha ricevuto il plauso della critica per la sua interpretazione nel film Un sogno chiamato Florida (2017), pellicola che ha segnato anche il suo debutto da attrice.

## Biografia
Nata in Lituania, si è trasferita con la famiglia a Brooklyn quando aveva circa sei anni. Nel 2017 esordisce con il film Un sogno chiamato Florida, nel quale veste i panni di una ragazza madre in difficoltà economiche; nonostante avesse seguito un corso di recitazione di tre settimane solo prima che le riprese iniziassero, la sua interpretazione, così come l'intera pellicola, viene acclamata dalla critica. Il regista Sean Baker l'ha scelta dopo aver visto un suo post su Instagram, nel quale la ragazza si impegnava a documentare la propria vita a Miami per restare in contatto con gli amici di New York.
Nel 2018 è apparsa nel video ufficiale del singolo di successo Nice for What di Drake, mentre l'anno successivo ha avuto un ruolo ricorrente nella seconda e ultima stagione della serie televisiva The OA.

## Filmografia

### Cinema
- Un sogno chiamato Florida (The Florida Project), regia di Sean Baker (2017)
- Lost Trasmissions, regia di Katharine O'Brien (2019)
- Balance, Not Symmetry, regia di Jamie Adams (2019)

### Televisione
- The OA – serie TV, 3 episodi (2019)

### Video musicali
- Nice for What di Drake (2018)
- Underdog di Alicia Keys (2019)
- Hate the Way di G-Eazy (2020)